# 蔓柳
蔓柳（学名：Salix turczaninowii）为杨柳科柳属的植物。分布于蒙古、俄罗斯以及中国大陆的新疆等地，生长于海拔2,600米的地区，多生长在高山冻原及天山高山带，目前尚未由人工引种栽培。